# Романюк, Николай Ярославович
Николай Ярославович Романюк (укр. Микола Ярославович Романюк; 24 августа 1958, село Золочовка, Ровненская область — 3 февраля 2017, Луцк) — украинский государственный деятель, глава Волынской областной государственной администрации (2007—2010), городской голова Луцка (2010—2017).

## Биография
В 1982 году окончил Львовский лесотехнический институт (инженер-технолог), в 1995 г. — Луцкий индустриальный институт (экономист).
Трудовую деятельность начал в 1975 году на Луцком мебельном комбинате. В 1982—1983 гг., по окончании вуза, работал там же мастером.
С 1983 до начала 1990-х гг. — на комсомольской и партийной работе. Был инструктором, заведующим отделом комсомольских организаций Луцкого городского комитета ЛКСМУ, первым секретарём Луцкого городского комитета комсомола (1984—1988), первым секретарём Волынского областного комитета ЛКСМУ (1988—1991).
В 1991—1993 гг. — глава комитета по вопросам молодёжи и спорта исполнительного комитета Волынского областного совета, заместитель начальника управления по делам молодёжи и спорта Волынской облгосадминистрации.
В 1993—2007 гг. — руководитель Волынского главного регионального управления КБ «ПриватБанк».
10 декабря 2007 г. указом Президента Украины Виктора Ющенко был назначен главой Волынской облгосадминистрации.
На выборах 31 октября 2010 года избран городским головой Луцка. Переизбран в 2015 году, баллотируясь от Блока Петра Порошенко, набрав во втором туре 55,69 % голосов избирателей (37 575 чел).
Депутат Волынского областного совета трёх созывов.
3 февраля 2017 года скончался в одной из больниц Луцка. Похоронен в родном селе. 

## Семья
Был женат. Двое сыновей.

## Награды и звания
Заслуженный экономист Украины. Награждён орденом «За заслуги» II, III степени, Почетной грамотой Национального банка Украины, грамотами Верховной Рады Украины.
Почётный гражданин Луцка (2017, посмертно).